# Skippy花生醬
Skippy，在中國大陸譯名四季宝，在臺灣譯作吉比，在香港譯作頂好牌，是一個源自美國的花生醬品牌。該品牌首次行銷於1932年。
2013年，荷美爾食品公司自聯合利華公司購得該品牌。
該品牌在中國與全球的花生醬市場都有巨大的銷售量。

## 外部鏈結
- SKIPPY® Brand Peanut Butter（页面存档备份，存于）
- 四季宝®花生酱（页面存档备份，存于）